# Mescoules
Mescoules ist eine französische Gemeinde mit 178 Einwohnern (Stand 1. Januar 2022) im Département Dordogne in der Region Nouvelle-Aquitaine (vor 2016: Aquitanien). Sie gehört zum Arrondissement Bergerac und zum Kanton Sud-Bergeracois.
Der Name in der okzitanischen Sprache lautet Mescola, dessen Herkunft unklar ist. Er könnte vom gleichnamigen okzitanischen Wort mescola (deutsch Libelle) stammen. Vermutlich ist er aber eine Ableitung der lateinischen Wörter mansus (deutsch Haus) und colere (deutsch wohnen). Eine weitere Theorie besagt, dass der kleine Bach, der an Mescoules vorbeiführt, der Gemeinde seinen Namen gegeben hat.
Die Einwohner werden Mescoulois und Mescouloises genannt.

## Geographie
Mescoules liegt ca. zwölf Kilometer südwestlich im Einzugsbereich (Aire urbaine) von Bergerac im Gebiet Bergeracois der historischen Provinz Périgord am südlichen Rand des Départements.
Umgeben wird Mescoules von den Nachbargemeinden:
| Sigoulès         |                                             | Flaugeac |
|                  | Kompassrose, die auf Nachbargemeinden zeigt |          |
| Sainte-Innocence | Saint-Julien-Innocence-Eulalie              |          |

Mescoules liegt in den Einzugsgebieten der Flüsse Dordogne und Garonne.
Mescoules wird vom Escourou durchquert, einem Nebenfluss des Dropt. Außerdem bewässert die Mescoulette, ein Nebenfluss der Gardonnette, das Gebiet der Gemeinde.

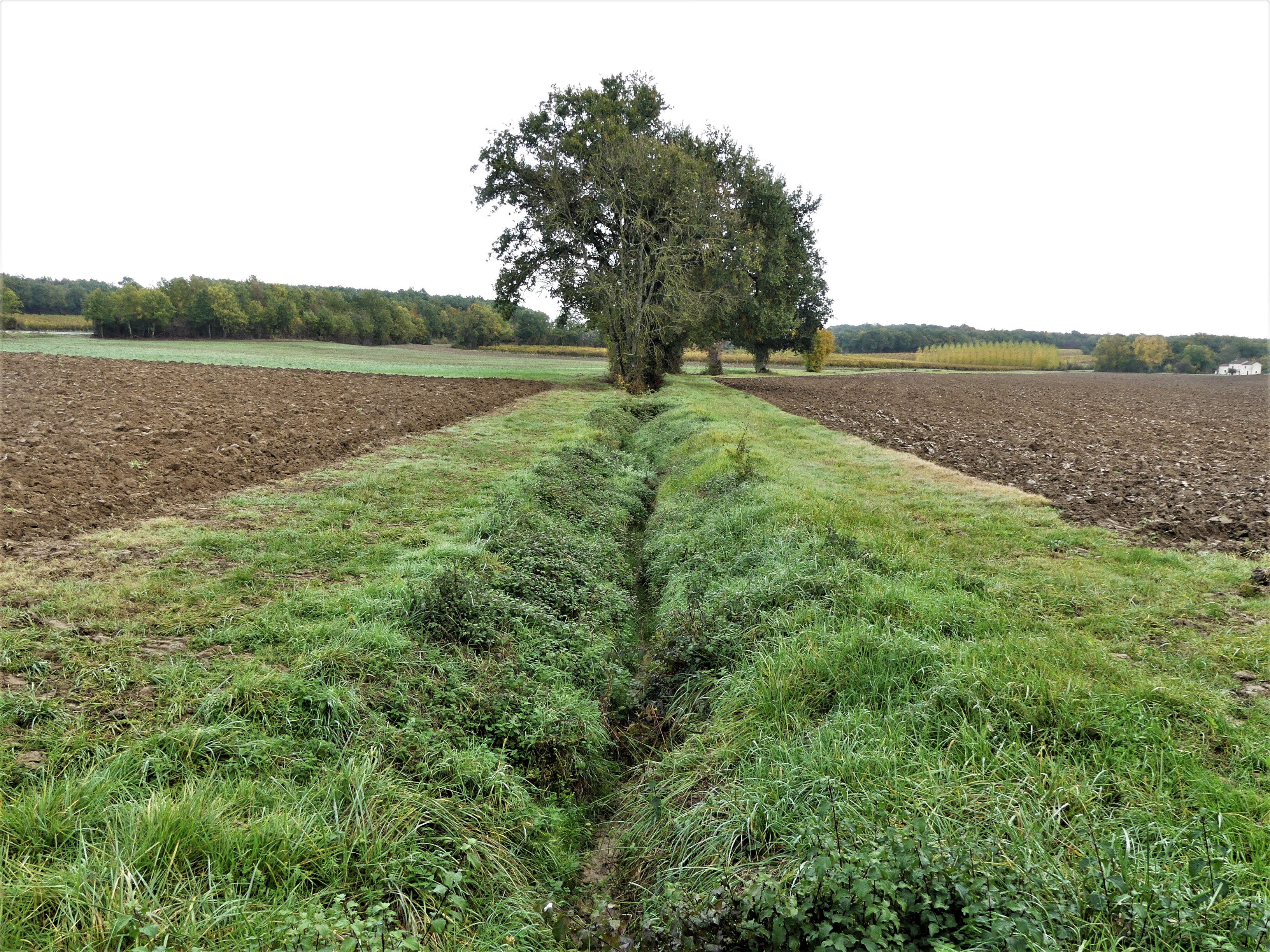
Ausgetrockneter Escourou an der Gemeindegrenze zwischen Mescoules (links) und Saint-Julien-d’Eymet (rechts)

## Geschichte
Zahlreiche Überbleibsel aus der gallorömischen Zeit weisen darauf hin, dass sich Mescoules an der Stelle einer römischen Villa entwickelte. Die heutige Gemeinde setzt sich aus mehreren Weilern, dem Kirchplatz und einigen Häusern zusammen. Mescoules war bereits im 12. Jahrhundert eine Pfarrgemeinde, die bis 1777 von Puyguilhem lehnsabhängig war. Mescoules wurde aus der Markgrafschaft herausgelöst und ebenso wie die Nachbargemeinde Sainte-Innocence an Jean-Isaac de Ségur de la Pleyssade verkauft. Die beiden Pfarrgemeinden bildeten fortan einen eigenen Gerichtsbezirk mit Sitz im Schloss Pleyssade in Mescoules.

### Toponymie
Toponyme und Erwähnungen von Mescoules waren:
- Paroch. Sancti Martini de Mescola (1131, Kopialbuch der Abbaye aux Dames Saintes in Saintes, 166),
- Moscola (1365, Kastellanei von Puyguilhem, laut Schriftensammlung des Abbé de Lespine),
- Mascolle (Kastellanei des Périgord, Archiv von Pau),
- Mescoule (1750, Karte von Cassini),
- Mécoules (1793, Notice Communale),
- Mescoules (1801, Bulletin des Lois),
- Mescoulès (1873, Dictionnaire topographique du département de la Dordogne).[4][5][6]

### Einwohnerentwicklung
Nach Beginn der Aufzeichnungen stieg die Einwohnerzahl bis zur Mitte des 19. Jahrhunderts auf einen Höchststand von rund 300. In der Folgezeit sank die Größe der Gemeinde bei kurzen Erholungsphasen bis zu den 1980er Jahren auf 135 Einwohner, bevor eine moderate Wachstumsphase einsetzte, die heute noch anhält.
| Jahr      | 1962 | 1968 | 1975 | 1982 | 1990 | 1999 | 2006 | 2010 | 2022 |
| --------- | ---- | ---- | ---- | ---- | ---- | ---- | ---- | ---- | ---- |
| Einwohner | 180  | 155  | 150  | 135  | 144  | 141  | 155  | 164  | 178  |

## Sehenswürdigkeiten

### PfarrkircheSaint-Martin
Sie wurde ursprünglich während der Romanik errichtet und während der Gotik umgestaltet. Das Langhaus ist mit einem Kreuzrippengewölbe ausgestattet, die flach abgeschlossene Apsis besitzt ein hohes Fenster im Stil des Flamboyant. Strebepfeiler stützen den Glockengiebel, dessen Walmdach mit Dachziegeln gedeckt ist. Der nördliche Strebepfeiler birgt eine Treppe zum Raum im oberen Abschnitt des Glockengiebels und zu den beiden leicht spitzbogenförmigen Öffnungen für die Glocken. Das Eingangsportal im Flamboyantstil ist mit sechs Wölbungen verschönert. Darüber befindet sich ein Wappen und eine Darstellung mit dem gekreuzigten Christus. Insgesamt säumen zehn Strebepfeiler das Kirchengebäude.

### SchlossLa Grande Pleyssade
Es wurde im 18. Jahrhundert errichtet und ging zunächst durch viele Hände. Im Jahre 1749 gehörte das Lehen der Grande Pleyssade Siméon de Raymond du Maine, Seigneur von Puyguilhem und Offizier des Königs. Anschließend gelangte es in die Hände von Mathieu Eymeric de Pouzy. Die Familie erlangte es durch Heirat von Isaac de Ségur-Bouzely mit der Tochter von Mathieu Eymeric de Pouzy. Isaac erwarb die Grundherrschaft von Mescoules und Sainte-Innocence und ließ einen Teil des Schlosses neu errichten. Das Schloss besteht aus einem Wohntrakt. Sein flaches Dach ist mit runden Dachziegeln gedeckt und mit einem Genueserfries verziert. Die große Eingangstür wird von Pilastern eingerahmt. Die Position eines frei stehenden, zweigeschossigen Pavillons lässt die Ausmaße des Innenhofs erahnen, der zur Blütezeit bis zum Ersten Weltkrieg bestand. Heute ist das Schloss ein Weingut.

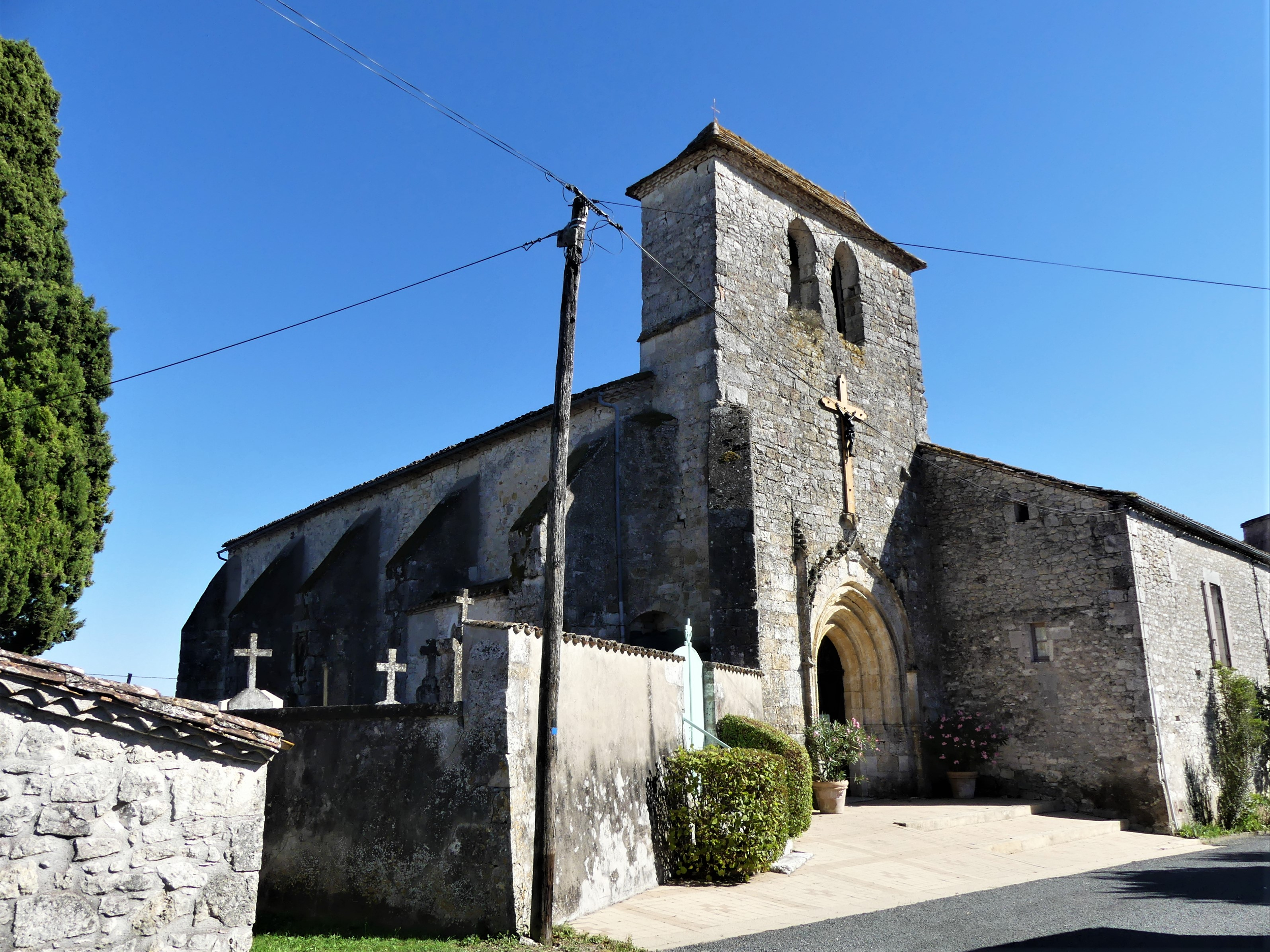
Kirche St. Martin
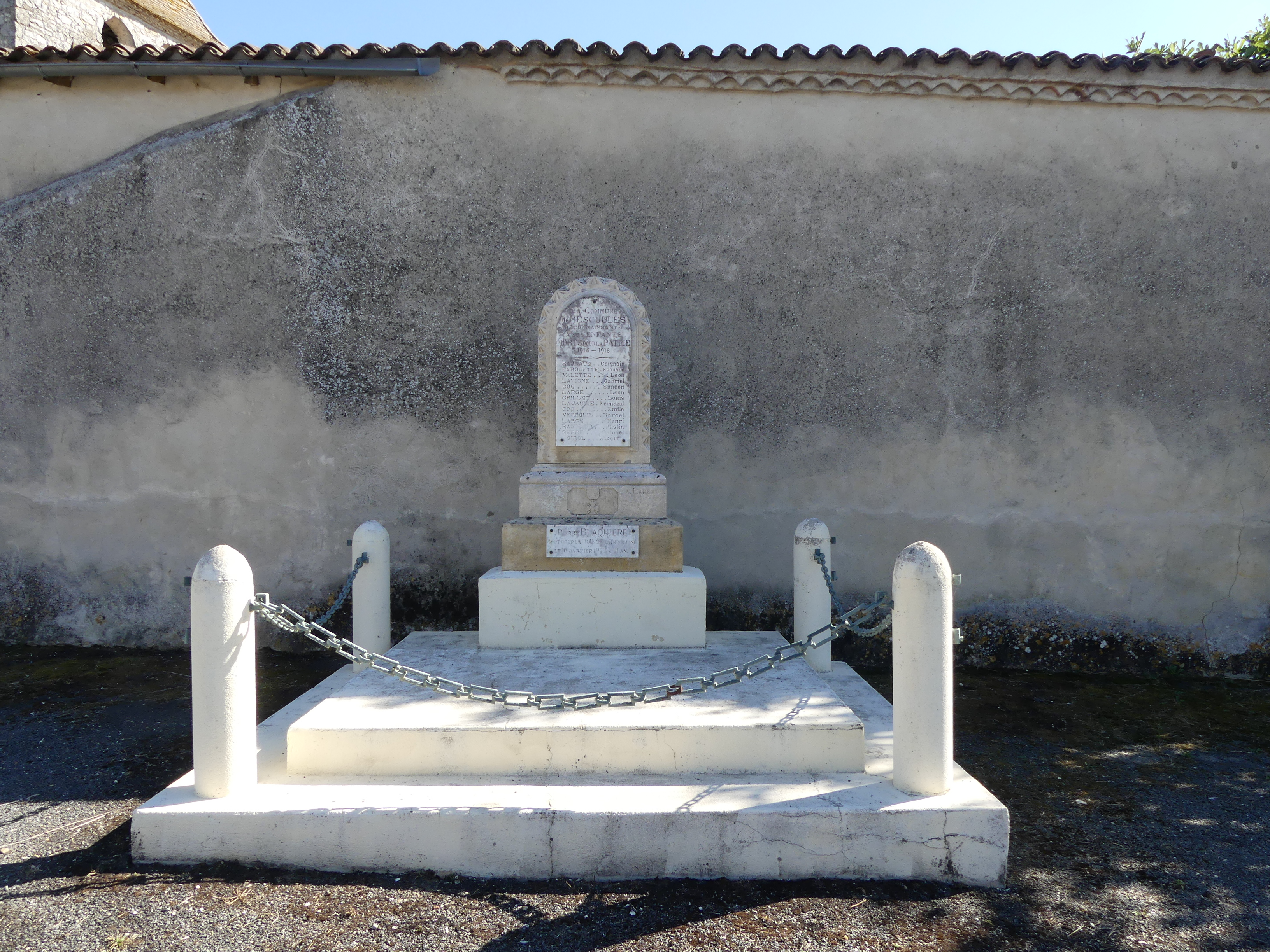
Gefallenendenkmal
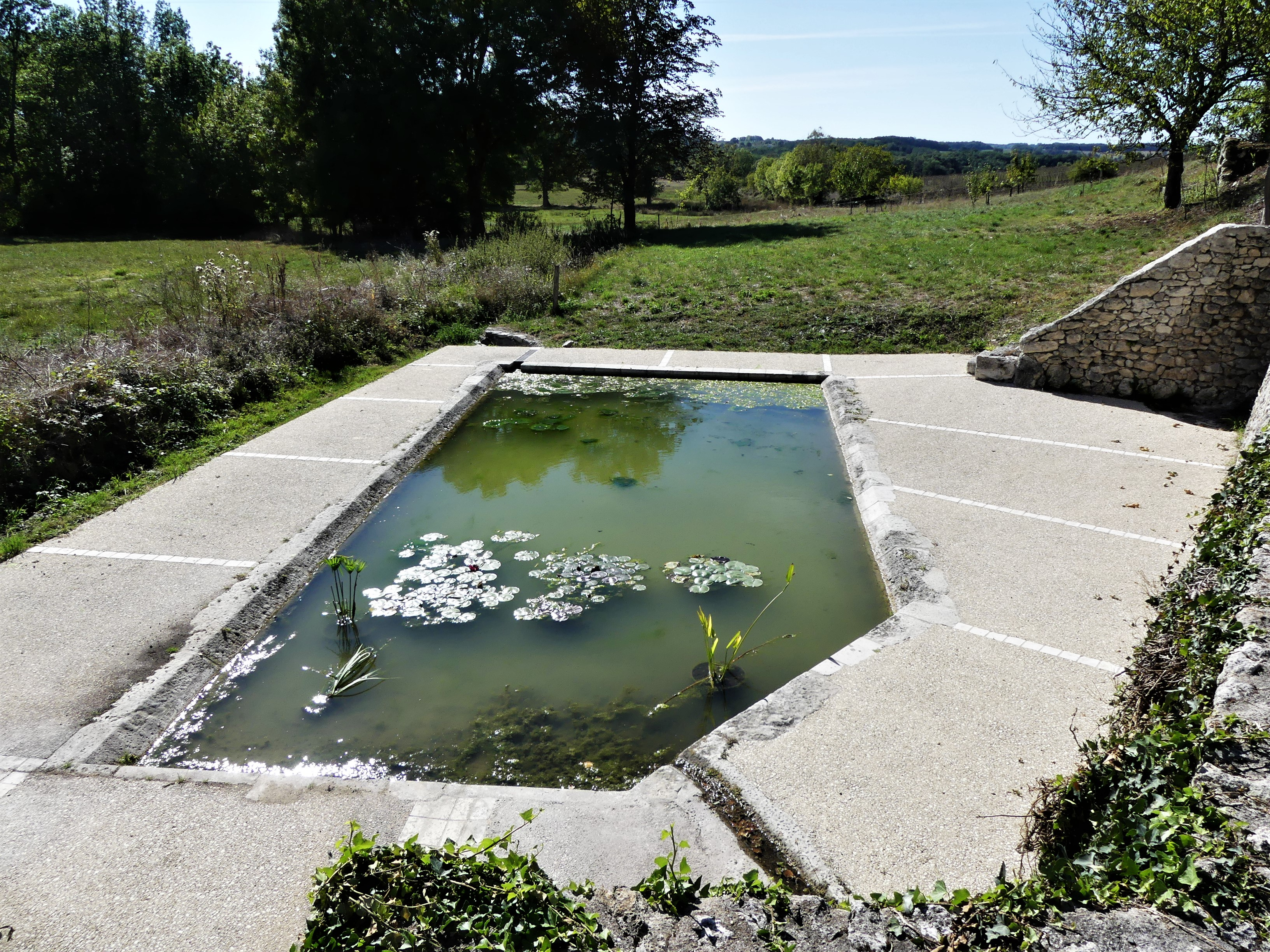
Ehemaliger Waschplatz und Viehtränke
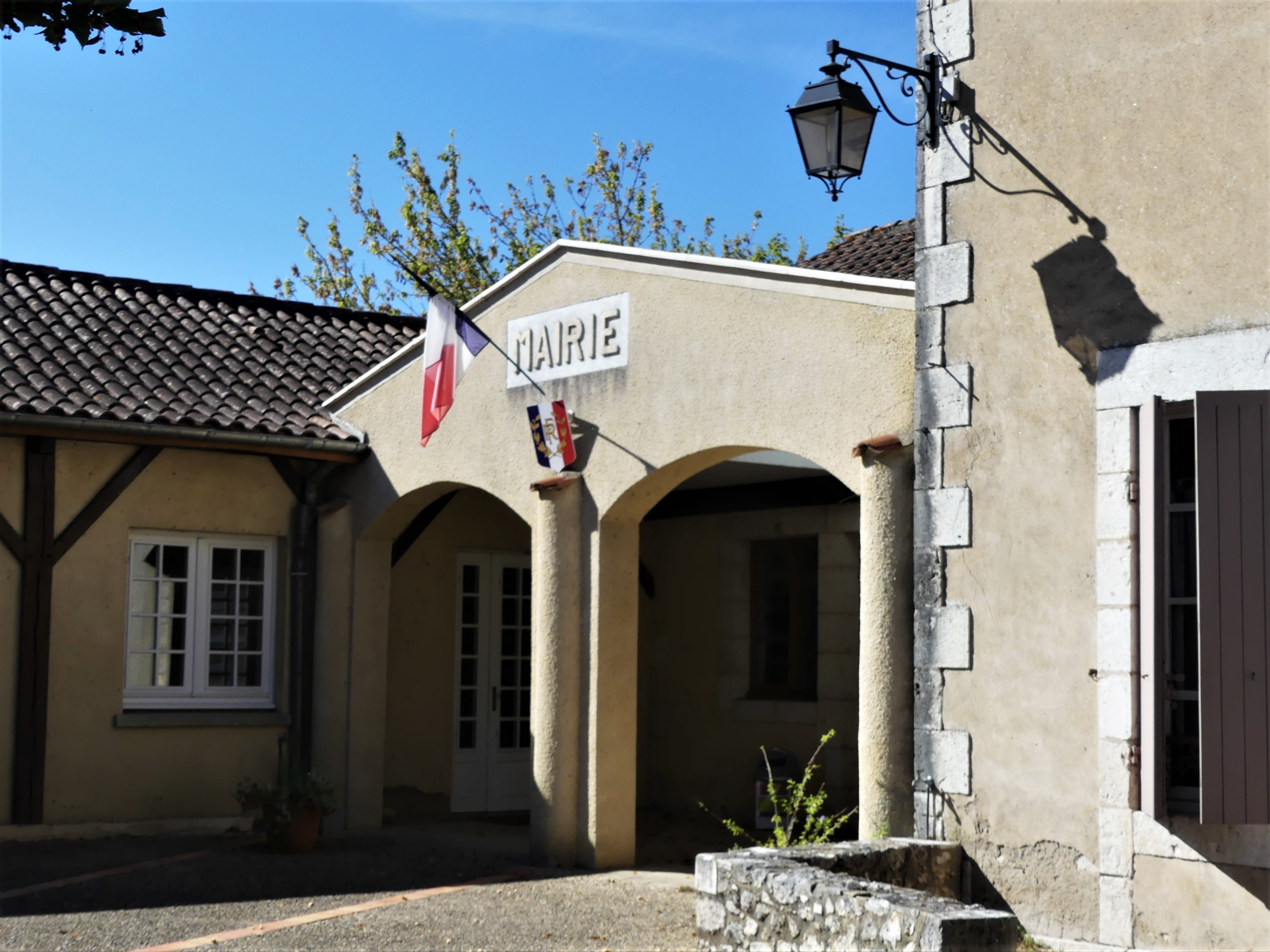
Mairie Mescoules

## Gemeindepartnerschaft
- Trisobbio

## Wirtschaft und Infrastruktur
Der Weinbau ist ein wichtiger Wirtschaftsfaktor der Gemeinde.
Mescoules liegt in den Zonen AOC des Bergerac mit den Appellationen Bergerac (blanc, rosé, rouge) und Côtes de Bergerac (blanc, rouge).

### Sport und Freizeit
Der Zoo von Mescoules zeigt Reptilien wie beispielsweise Nilkrokodile, Warane und viele Schlangenarten.

### Verkehr
Die Route départementale 933, die ehemalige Route nationale 133, durchquert Mescoules von Nord nach Süd und verbindet die Gemeinde im Norden mit Bergerac und im Süden mit Saint-Julien-d’Eymet und in der Folge mit Eymet. Die Gemeinde ist außerdem erreichbar über die Route départementale 15E, die sie mit Sigoulès verbindet.